# Théodore Pian
Théodore Pian (5 novembre 1982) è un calciatore francese neocaledoniano, difensore del Nouméa.

## Carriera

### Nazionale
Ha debuttato in Nazionale l'8 luglio 2002, in Australia-Nuova Caledonia (11-0). Ha messo a segno la sua prima rete con la maglia della Nazionale il 1º luglio 2003, in Nuova Caledonia-Micronesia (18-0), siglando la rete del momentaneo 16-0 al minuto 80. Ha partecipato, con la Nazionale, alla Coppa d'Oceania 2002. Ha collezionato in totale, con la maglia della Nazionale, 5 presenze e una rete.